# Натанаил Неврокопски
Натанаил Неврокопски е висш български православен духовник, неврокопски митрополит от 24 април 1994 до 16 ноември 2013 година.

## Биография
Роден е на 16 ноември 1952 година в село Копривлен, Гоцеделчевско със светското име Илия Иванов Калайджиев. Постъпва като послушник в Троянския манастир в началото на 1968 година и на 3 март 1974 година, Неделя православна, е подстриган за монах и приема името Натанаил. На 10 октомври 1980 година става архимандрит. Завършва Софийската духовна семинария през 1975 година. Учи в Духовната академия в София, а след това завършва Богословския факултет на Атинския университет.
На 25 март 1989 година е ръкоположен за титулярен епископ с титлата Крупнишки. На 1 декември 1989 година е назначен за викарий на софийския митрополит. От 24 април 1994 година е неврокопски митрополит, след като Пимен Неврокопски изпада в разкол.
След като става митрополит, Натанаил връща седалището на епархията от Благоевград в Гоце Делчев.
Почива от емболия след тежко и продължително боледуване в София на 16 ноември 2013 година. Погребан е в присъствието хиляди духовници и миряни. По негово желание поклонението се извършва в храм „Успение на Пресвета Богородица“, а тялото му е положено в гробница в двора на построената от него митрополия в град Гоце Делчев.
На 8 март 2020 година в Гоце Делчев е открит негов паметник.